# Użytek ekologiczny „Bogdanka I”
Użytek ekologiczny „Bogdanka I” – użytek ekologiczny w Poznaniu, na Strzeszynie. Ustanowiony przez Radę Miasta Poznania 20 grudnia 2011. Umiejscowiony jest w zachodnim klinie zieleni. Obejmuje teren doliny rzeki Bogdanki o powierzchni 151,45 ha. Celem stworzenia użytku była ochrona naturalnych siedlisk i zbiorowisk roślinności, jak również renaturyzacja rzeki Bogdanki. Ważne w działalności użytku ma być zapobieganie rozwoju roślinności inwazyjnej.
Fauna chroniona na obszarze: zalotka spłaszczona, zalotka większa, świtezianka dziewica, trzepla zielona, straszka północna, kozioróg bukowiec, kozioróg dębosz, łatczyn brodawnik, biegacze, trzmiele, ropucha szara, grupa taksonów żab, jaszczurka zwinka, zaskroniec, perkozek, perkoz dwuczuby, łabędź niemy, dziwonia, kokoszka wodna, krogulec, puszczyk, brzęczka, gąsiorek, remiz, grubodziób, strzyżyk, bocian biały, żuraw, kruk, dzięcioły, czapla siwa, ryjówka.
Flora chroniona na obszarze: bobrek trójlistkowy, gnidosz błotny, gnidosz rozesłany, goryczka błotna, goździk kartuzek, goździk kropkowany, goździk pyszny, kocanki piaskowe, kozłek dwupienny, kruszczyk błotny, kruszyna pospolita, kukułka krwista, kukułka szerokolistna, lipiennik Loesela, marzyca czarniawa, grążel żółty, ponikło skąpokwiatowe, rdestnica szczeciolistna, sit tępokwiatowy, starodub błotny, topola czarna, turówka wonna, turzyca dwustronna, turzyca łuszczykowata, wilżyna ciernista, Lemna trisulca, pływacz zwyczajny, rzęśl długoszyjkowa, włosienicznik krążkolistny, włosienicznik skąpopręcikowy, dziewięciornik błotny, siedmiopalecznik błotny, świbka błotna, turzyca odległokłosa, turzyca pospolita, turzyca prosowata, turzyca sina, turzyca żółta, wełnianka szerokolistna, wełnianka wąskolistna, babka wielonasienna, szarota błotna, gorysz błotny, kosaciec żółty, manna jadalna, manna mielec, oczeret jeziorny, oczeret Tabernemontana, przetacznik bobownik, szczaw lancetowaty, tarczyca pospolita, trędownik skrzydlaty, turzyca brzegowa, turzyca tunikowa, turzyca zaostrzona, bodziszek błotny, czarcikęs łąkowy, drżączka średnia, dzięgiel leśny, dziurawiec skrzydełkowaty, firletka poszarpana, krwiściąg lekarski, ostrzew spłaszczony, pępawa błotna, przytulia bagienna, rdest wężownik, świetlik łąkowy, trzęślica modra, turzyca darniowa, dzwonek okrągłolistny, krzyżownica gorzkawa, lepnica wąskopłatkowa, tymotka Boehmera, dziewanna firletkowa, oleśnik górski, śliwa tarnina, traganek szerokolistny, centuria zwyczajna, kanianka macierzankowa, pięciornik kurze ziele, turzyca wrzosowiskowa, dąb bezszypułkowy, jastrzębiec baldaszkowy, przetacznik leśny, jeżyna popielica, kościenica wodna, sadziec konopiasty, narecznica błotna, wierzba pięciopręcikowa, wierzba rokita, wierzbownica błotna, czworolist pospolity, piżmaczek wiosenny, skrzyp łąkowy, pięciornik biały, sałatnik leśny, wierzbownica górska, zawilec gajowy.